# Pavement
Pavement ist eine 1989 gegründete US-amerikanische Rockband, die den Indie- und Alternative Rock wesentlich prägte. Bis zur Auflösung 1999 veröffentlichte die Band fünf Studioalben. 2010 erfolgte eine Reunion-Tour, 2022 begann eine weitere.
Zahlreiche Musikkritiker, darunter Robert Christgau und Stephen Thomas Erlewine, bezeichnen Pavement als beste Band der 1990er Jahre. Die Website Pitchfork kürte Pavements Gold Soundz zum besten Song des Jahrzehnts.

## Bandgeschichte

### Gründung und Besetzung
Inspiriert durch den Punk, New Wave und Indie-Rock der 1970er und 1980er Jahre, etwa The Fall, die Pixies und Sonic Youth, kamen Ende der 1980er Jahre in Stockton, Kalifornien, die beiden Gitarristen und Sänger Stephen Malkmus und Scott Kannberg (alias Spiral Stairs) zusammen, um Musikstücke zu schreiben und zu spielen. Anfang der 1990er Jahre gründeten sie Pavement, nachdem sich die ersten EPs, sowie das erste Album Slanted and Enchanted unter Musikern, Independent-Hörern und Kritikern als Undergroundprojekt herumgesprochen hatten. Die Musikstücke versammelten teils ironische, teils kryptische Texte, die in einem schnodderigen, vielfach frei rhythmisierten Gesangsstil zu einer nicht allzu präzisen, betont lässigen Instrumentierung aus E-Gitarre, E-Bass, Schlagzeug und Geräuschen wie Rückkopplungen oder extrem eingestellten Effektklängen vorgetragen wurden.
Zu Malkmus und Kannberg kam als Schlagzeuger Gary Young (1953–2023), ein Althippie in den Vierzigern, der ein kleines Studio Louder Than You Think besaß und Halluzinogene und Alkohol konsumierte. Erst als die ersten öffentlichen Konzerte bevorstanden, kamen der Bassist Mark Ibold, sowie der Perkussionist und Keyboarder Bob Nastanovich hinzu. Nastanovich, den Malkmus während seines Studiums der Geschichte an der University of Virginia kennengelernt hatte, war zu Beginn vor allem Ersatz hinter dem Schlagzeug des immer unter Drogen stehenden Gary Young, integrierte sich jedoch mehr und mehr als Keyboarder, Background-Sänger und Mann für die für den Sound der Band typisch werdenden Hintergrundgeräusche. Nachdem sich Pavement, auf der Suche nach einem Stilwandel hin zu einem klareren, klassischeren Rock, aber auch aufgrund seiner Exzesse von Gary Young getrennt hatten, kam 1994 Steve West, ein alter Freund Nastanovichs zur Band.

### 1989–1993
Die erste 7inch EP Slay Tracks (1933–1969) wurde in Gary Youngs Stocktoner Studio mit Kosten um 800 US-Dollar aufgenommen und im Sommer 1989 auf dem eigens von Malkmus gegründeten Label Treble Kicker Records veröffentlicht. Die Musik erinnerte stilistisch an die zu dieser Zeit populären The Fall und Sonic Youth, und obwohl von der EP nur ein paar Hundert Exemplare gepresst und keinerlei Informationen über die Band veröffentlicht wurden (Malkmus und Kannberg werden auf der Rückseite des Covers als S.M. und Spiral Stairs erwähnt), wurde sie rasch in Untergrund-Kreisen der Indie-Musikszene populär und gelangte schließlich bis zu John Peel. Der Radio-DJ der BBC war über die Grenzen Englands hinaus bekannt und förderte unbekannte Bands aus dem Independentbereich, so dass auch Pavement einige Jahre später live in Peels Radio-Show spielten. Die junge Band nahm ein Angebot des Indie-Labels Drag City an, und 1990 erschien die zweite EP Demolition Plot J-7, in der erstmals ein spezifischer Stil der Band zu erkennen war. Gary Young wurde Bandmitglied, und Anfang 1991 erschien die dritte EP mit dem ironischen Titel Perfect Sound Forever. Der Bassist Mark Ibold und der Perkussionist Bob Nastanovich komplettierten die Band, und das entstandene Repertoire an Stücken wurde auf ersten Konzerten gespielt. Am 24. August 1991 gaben Pavement ihr erstes Konzert vor dem Plattenladen Philadelphia Record Exchange.
1991 erschien das erste Album Slanted and Enchanted, auf dem Pavement den eigenen, typisch lässigen Stil gefunden hatten. Die Einspielung wurde von der einschlägigen Presse positiv rezensiert, was der Band zu einem bescheidenen Durchbruch verhalf. Die stilistische Palette reichte von eingängigen, treibenden Songs („Summer babe (Winter version)“) über melancholische Stücke (Here) bis hin zu musikalischen Experimenten (No Life Singed Her). Obwohl die Namen aller Bandmitglieder auf der Cover-Rückseite genannt werden, ist keines der Stücke von der Band gemeinsam aufgenommen worden, sondern maßgeblich von Malkmus und Kannberg in einzelnen Spuren zusammengestellt worden. Mit der Single-Auskopplung Trigger Cut Plus 2 (1992) begann eine lange Reihe von EPs und Singles. Domino-Records veröffentlichte im März 1993 die ersten EPs erneut auf der Kompilation Westing (by musket and sextant).
Es folgte die erste große Tour durch die USA, auf der Pavement neben dem Indie-Sound auch wegen der clownesken Einlagen Youngs bekannt wurden. Young begrüßte beispielsweise die Gäste am Eingang des Konzertsaals mit Handschlag oder versuchte, mit akrobatischen Einlagen die Auftritte aufzulockern. Bei einigen Konzerten brach Young aufgrund exzessiven Alkoholkonsums zusammen, weshalb der Perkussionist Bob Nastanovich immer öfter am Schlagzeug sitzen musste. Unterschiedliche Vorstellungen vom Auftreten und musikalischen Vorstellungen führten schließlich zur Trennung von Young, zugunsten Steve Wests, eines alten Freundes von Nastanovich. Zuvor war, noch mit Young, die EP Watery, Domestic erschienen, die allgemein als Bindeglied der ersten Jahre zur kommenden Phase angesehen wird. Gary Young startete ein Projekt unter seinem Namen und veröffentlichte 1994 die LP Hospital.

### 1994–1996
Im Februar 1994 erschien das zweite Album Crooked Rain, Crooked Rain. Die Aufnahmetechnik war gegenüber den Vorgängern deutlich verbessert, und stilistisch näherten sich Pavement dem klassischen Rock. Malkmus' Stimme und sein eigenwilliges Solospiel auf der E-Gitarre konterten den vielfach melodiösen, harmonisch klar strukturierten Stücken mit rauen, teilweise disharmonischen Klängen. Die Platte erreichte in den US-amerikanischen Charts Platz 121. Mit der Single Cut Your Hair, auf deren Cover eine deutsche, Bier trinkende Frau abgebildet war, gelang Pavement der Einzug in die Top Ten der US-amerikanischen und in die Top 50 der britischen Single-Charts. Durch die zweite Auskopplung Range Life handelten sich Pavement aufgrund ironischer Bemerkungen über die Bands Smashing Pumpkins und Stone Temple Pilots Kritik ein. Die dritte Single war das eingängige Gold Soundz, dessen schwer dechiffrierbarer Text typisch für Malkmus ist.
Im April 1995 erschien das dritte, nach einem Stück von Frank Zappa benannte Pavement-Album Wowee Zowee, das teilweise wieder etwas experimenteller ausfiel. Das hauptsächlich mit Gitarre instrumentierte Eröffnungsstück We Dance gab die überwiegend melancholische Grundstimmung der LP vor. Erneut finden sich ironische Texte, wie in Rattled by the Rush, einem Stück, in dem die Engstirnigkeit des Kleinbürgertums der US-amerikanischen Südstaaten persifliert wird. In vielen anderen, offenbar frei assoziierten Texten finden sich sozialkritische Aussagen, die in eingängigen Melodien (Fight This Generation) vorgetragen werden. Auf Single-B-Seiten erschienen unter anderem die Lieder Easily Fooled und Kris Kraft.
1995 spielten Pavement bei Lollapalooza, dem amerikanischen Wanderfestival, mit Sonic Youth, Cypress Hill, Beck, Hole, Yo La Tengo, Built to Spill, Moby und Patti Smith vor Tausenden Fans der irischen Pop-Sängerin Sinéad O’Connor. Deren Fans bewarfen Malkmus mit Schlamm, bis Pavement ihren Auftritt abbrachen. 1996 und 1997 spielte die Band auf dem politisch motivierten Tibetan Freedom Concert.

### 1997–1999
Mit Brighten the Corners, produziert von Mitch Easter, erscheint im Februar 1997 Pavements kommerziell erfolgreichstes Album, das nicht nur in den USA, sondern auch in Europa und Asien erscheint. Zudem gelingt mit sämtlichen Single-Auskopplungen zumindest ein bescheidener Erfolg in einschlägigen Indie-Kreisen. Scott Kannberg alias Spiral Stairs trägt mehrere Stücke bei, auf denen er auch singt. Stereo eröffnet das Album mit druckvollem Rock, eine stilistische Ausrichtung, die vielen Stücken der Platte zugrunde liegt.
1998 trifft sich die Band an Malkmus' neuem Wohnort Portland, Oregon, um Songs für das Pavement-Album Terror Twilight aufzunehmen. Das Album wird von Nigel Godrich produziert und erscheint schließlich im Juni 1999. Unter dem Einfluss von Godrich finden einige tontechnische Experimente auf das Album. Malkmus betonte in Interviews, dass die Stücke des Albums beim Hören seiner Plattensammlung entstanden seien. Vor diesem Hintergrund lassen sich in den Liedern musikalische Anleihen an Bob Dylan, Captain Beefheart und Black Sabbath ausmachen. Die Single-Veröffentlichungen von Terror Twilight erscheinen jeweils mit unterschiedlichsten B-Seiten. Auf Carrot Rope gibt Bassist Mark Ibold sein Debüt als Sänger. Bereits zu dieser Zeit hat Malkmus Songs geschrieben, die er später mit Stephen Malkmus and the Jicks aufnehmen und spielen wird.
Am 20. November 1999 spielten Pavement in der ausverkauften Brixton Academy in London ihr letztes Konzert vor 4200 Fans. Die letzten drei live gespielten Songs waren Stop Breathing, Conduit for Sale! und schließlich Here. Nach dem Konzert gaben Pavement ihre Auflösung bekannt. Die Gründe dafür waren, wenn man den wie immer ironischen Ausführungen Glauben schenkt, vor allem persönlicher Art: Start families, sail around the world, get into the computer industry, dance, and get some attention. Eine Wiedervereinigung der Band wurde nicht ausgeschlossen. Bis auf Bob Nastanovichh und Mark Ibold veröffentlichten in der Folge alle Band-Mitglieder neue Alben unter anderem Namen.

## Vor und nach Pavement

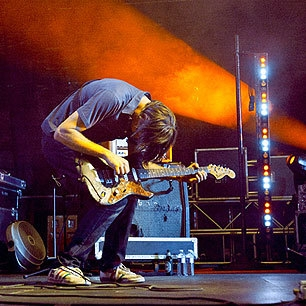
Stephen Malkmus 2010 während der Pavement-Reunion-Tour

Malkmus hat mit seiner 2000 gegründeten Band Stephen Malkmus and the Jicks bislang sieben Studioalben veröffentlicht (zuletzt Sparkle Hard 2018). Er komponiert und arrangiert alle Songs der Band, produziert wurden die Alben unter anderem von Beck (Mirror Traffic 2011). Darüber hinaus erschienen zwei Soloalben von Malkmus, auf denen er sich der elektronischen Musik (Groove Denied 2019) und Psychedelic Folk (Traditional Techniques 2020) widmet.
Pavements Gitarrist und Sänger Scott Kannberg alias Spiral Stairs brachte zwei Alben unter dem Bandnamen Preston School of Industry (All This Sounds Gas 2001 und Monsoon 2004) sowie drei Soloalben (The Real Feel 2009, Doris & the Daggers 2017 und We Wanna Be Hyp-No-Tized 2019) heraus. Außerdem gründete er das Label Amazing Grease Records.
Schlagzeuger Steve West ist seit 1997 Frontmann und Sänger der Band Marble Valley, die bislang fünf Alben veröffentlicht hat (Sauckiehall Street 1997, Sunset Sprinkler 2000, Wild Yams 2006, Slash & Laugh 2008, Breakthrough 2011).
Als zweites breit rezipiertes Projekt neben Stephen Malkmus and the Jicks wird die Band um den Dichter und Frontmann David Berman (1967–2019), Silver Jews, angesehen, die 1989 noch vor Pavement gegründet wurde. Die Band veröffentlichte bis zu ihrer Auflösung im Januar 2009 sieben Alben (The Arizona Record 1992, Starlite Walker 1994, The Natural Bridge 1996, American Water 1998, Bright Flight 2001, Tanglewood Numbers 2005 und Lookout Mountain, Lookout Sea 2008). Malkmus und Bob Nastanovich waren Mitgründer der Silver Jews und parallel zu Pavement lose Mitglieder, nahezu alle Songs der Band wurden jedoch von Berman geschrieben. Auf Starlite Walker ist auch Steve West als Schlagzeuger zu hören.
Gary Young, bis 1993 Schlagzeuger von Pavement, brachte 1994 ein Album unter eigenen Namen mit dem Titel Hospital heraus. 2010 war er Gast-Schlagzeuger auf zwei Konzerten von Pavement. Er starb am 17. August 2023 im Alter von 70 Jahren.
Bassist Mark Ibold spielte von 2006 bis zur Auflösung 2011 bei der erfolgreichen Rockband Sonic Youth. Zwischen 1994 und 1997 war er bereits Mitglied in Kim Gordons Band Free Kitten und wirkte an zwei Alben mit (Nice Ass 1995 und Sentimental Education 1997).
2003 entstand das Tributealbum Everything Is Ending Here, auf dem Pavement-Stücke von Bands und Musikern wie Solex, Appendix Out, The Tindersticks und Silkworm gecovert werden.
Die fünf Studioalben von Pavement wurden zwischen 2002 und 2022 mit Bonusmaterial neuveröffentlicht.

### Erste Reunion (2010)
Es wurden immer wieder Gerüchte um eine Reunion der Band laut, und tatsächlich hatten Pavement einen Auftritt annähernd in der Besetzung, in welcher die Band seit 1994 zusammen war. Es handelte sich um die Hochzeitsfeier des Schlagzeugers Bob Nastanovich, bei der jedoch lediglich Cover-Songs gespielt wurden. Lediglich Gitarrist Scott Kannberg spielte bei dem Auftritt nicht mit, obwohl er anwesend war. Im September 2009 kündigte die Band für das Frühjahr 2010 eine Reihe von Konzerten in der Besetzung mit Mark Ibold, Scott Kannberg, Stephen Malkmus, Bob Nastanovich und Steve West an. Es fanden zahlreiche Auftritte in den USA und Kanada sowie Europa, Australien und Neuseeland, darunter im Rahmen des Roskilde-Festivals, des Pitchfork Music Festivals und im Hollywood Bowl statt.

### Zweite Reunion (seit 2022)
Im März 2017 stellte Kannberg eine erneute Wiedervereinigung in Aussicht, da alle Mitglieder zugesagt hätten. Im Mai 2018 gab Malkmus jedoch in einem Interview an, dass er ein Comeback von Pavement ausschließt. Zwei Monate zuvor erklärte er, dass ihm aus privaten Gründen die Zeit fehle und er sich auf die Arbeit mit The Jicks konzentrieren wolle. Im Mai 2019 ließ Malkmus wiederum verlauten, dass er sich eine Rückkehr von Pavement vorstellen könne, sofern die Fans noch Interesse hätten. Anfang Juni 2019 kündigten Pavement ihre zweite Reunion an, allerdings waren für 2020 nur Auftritte bei den Festivals Primavera Sound in Barcelona und Porto geplant. Die Konzerte wurden aufgrund der COVID-19-Pandemie ins Jahr 2022 verschoben, zudem kündigte Pavement eine ausgedehnte Nordamerika- und Europatournee für die zweite Jahreshälfte 2022 an.
Am 23. Mai 2022 trat die Band erstmals nach zwölf Jahren Pause wieder zusammen auf, ergänzt wurde sie dabei durch Rebecca Cole am Keyboard, die seitdem festes Tour-Mitglied ist. Im November 2022 spielte Pavement zwei Konzerte in Bremen und Berlin. Anfang Dezember 2022 feierte in New York City das Musical Slanted! Enchanted!: A Pavement Musical Premiere.
Die Reunion-Tour wurde 2023 in Japan, Australien, Neuseeland, Island, Spanien, England, Irland und den USA fortgesetzt. Ab Mai 2024 sind Konzerte in Südamerika geplant.

## Diskografie

### Studioalben
- 1992: Slanted and Enchanted
- 1994: Crooked Rain, Crooked Rain
- 1995: Wowee Zowee
- 1997: Brighten the Corners
- 1999: Terror Twilight

#### Neuveröffentlichungen
- 2002: Slanted and Enchanted: Luxe & Reduxe
- 2004: Crooked Rain, Crooked Rai: LA’s Desert Origins
- 2006: Wowee Zowee: Sordid Sentinels Edition
- 2008: Brighten the Corners: Nicene Creedence Edition
- 2022: Terror Twilight: Farewell Horizontal

### Livealben
- 2008: Live Europaturnén MCMXCVII (Vol. 1)
- 2009: Live Europaturnén MCMXCVII (Vol. 2)

### Kompilationen
- 1993: Westing (By Musket and Sextant)
- 2010: Quarantine the Past: The Best of Pavement
- 2015:  The Secret History Vol. 1
- 2024: Cautionary Tales: Jukebox Classiques

### EPs
- 1989: Slay Tracks (1933–1969)
- 1990: Demolition Plot J-7
- 1991: Perfect Sound Forever
- 1992: Watery, Domestic
- 1994: Haunt You Down
- 1995: Rattled by la Rush
- 1996: Pacific Trim (UK-Version Give It a Day)
- 1997: Shady Lane
- 1999: Major Leagues (mit einer Coverversion von The Killing Moon (Echo & The Bunnymen))

### Singles
- 1992: Summer Babe
- 1992: Trigger Cut Plus Two
- 1994: Cut Your Hair
- 1994: Gold Soundz
- 1995: Range Life
- 1995: Dancing with the Elders (Split-Single mit Medusa Cyclone)
- 1995: Father to a Sister of Thought
- 1997: Stereo
- 1999: Spit on a Stranger
- 1999: The Hexx
- 1999: Carrot Rope (vier Versionen mit verschiedenen B-Seiten)
- 1999: Harness Your Hopes (UK: Silber, US: Gold)
- 2022: Be the Hook (bislang unveröffentlicht)

### Boxsets
- 2010: Gold Soundz: The In(compleat) Pavement (5 CDs/2 DVDs)